# Myzus berchemiae
Myzus berchemiae är en insektsart. Myzus berchemiae ingår i släktet Myzus och familjen långrörsbladlöss. Inga underarter finns listade i Catalogue of Life.